# Premjer-Liga 1988/89 (mannenbasketbal)
Premjer-Liga 1988/89 was de 55e editie van het beste Sovjet- basketbalkampioenschap voor heren gespeeld voor basketbalclubs uit Sovjet-Unie, in deze tijd heette de competitie nog Major Liga. De competitie werd gespeeld van 14 oktober 1988 tot 28 april 1989. De eindoverwinning ging naar Stroitel Kiev.

## Wedstrijdstatistieken

### Eerste fase
| pos | club              | wed | w  | v  | pnt | dv   | dt   | ds   |
| --- | ----------------- | --- | -- | -- | --- | ---- | ---- | ---- |
| 1   | Žalgiris Kaunas   | 44  | 38 | 6  | 82  | 4270 | 3786 | +484 |
| 2   | Stroitel Kiev     | 44  | 35 | 9  | 79  | 4518 | 4042 | +476 |
| 3   | CSKA Moskou       | 44  | 31 | 13 | 75  | 4121 | 3731 | +390 |
| 4   | SKA Alma-Ata      | 44  | 29 | 15 | 73  | 4289 | 4015 | +274 |
| 5   | Dinamo Moskou     | 44  | 24 | 20 | 68  | 4189 | 4105 | +84  |
| 6   | Kalev Tallinn     | 44  | 21 | 23 | 65  | 3856 | 3787 | +69  |
| 7   | Statyba Vilnius   | 44  | 20 | 24 | 64  | 3789 | 3838 | -49  |
| 8   | Dinamo Tbilisi    | 44  | 20 | 24 | 64  | 3780 | 4137 | -357 |
| 9   | RTI Minsk         | 44  | 16 | 28 | 60  | 3836 | 3999 | -163 |
| 10  | Sjachtjor Donetsk | 44  | 12 | 32 | 56  | 3774 | 4092 | -318 |
| 11  | VEF Riga          | 44  | 10 | 34 | 54  | 3803 | 4277 | -474 |
| 12  | Spartak Leningrad | 44  | 8  | 36 | 52  | 3658 | 4074 | -416 |

## Play-offs

### Finale
| Finale |                 |    |    |
|        |                 |    |    |
| Zilver | Žalgiris Kaunas | 94 | 87 |
| Goud   | Stroitel Kiev   | 97 | 90 |

### 3e plaats finale
| Finale |              |    |    |
|        |              |    |    |
| Brons  | CSKA Moskou  | 84 | 93 |
| 4      | SKA Alma-Ata | 81 | 89 |

## Schandaal in de finale
De tweede wedstrijd van de finale, gehouden op 25 april 1989, eindigde in een schandaal. In de laatste seconde van de reguliere speeltijd, met een score van 87:87, maakte Kiev-aanvaller Oleksandr Volkov een driepuntsschot, maar de bal ging na de laatste sirene in de basket. De hoofdscheidsrechter van de wedstrijd telde de bal uiteindelijk niet, er werd extra tijd benoemd, waarin Zalgiris een verpletterende overwinning behaalde - 98:93. Na de wedstrijd diende het Kiev-team een protest in bij het USSR State Sports Committee en nam niet deel aan de derde wedstrijd van de serie, gepland voor 26 april. Op 28 april werd een bijeenkomst van het presidium van de USSR Basketball Federation gehouden, waar een meerderheid van stemmen besloot de worp van Volkov te tellen en het resultaat van de wedstrijd 90:87 goed te keuren in het voordeel van Stroitel.
|  | Kampioen   |
|  | Degradatie |
|  | Promotie   |